# بثق الخلية

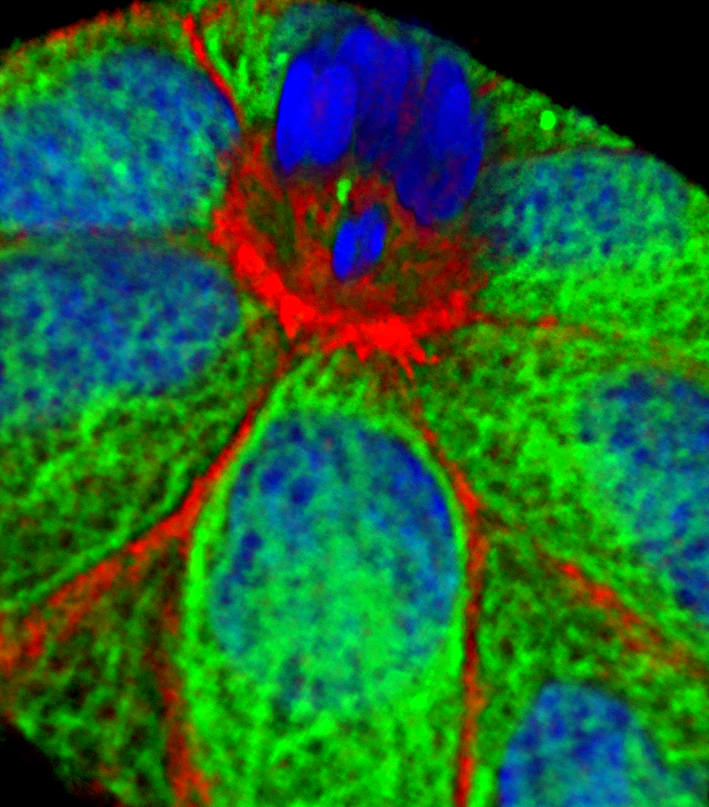
خلية تنبثق من ظهارة، مع أكتين باللون الأحمر، الأنابيب الدقيقة باللون الأخضر والحمض النووي باللون الأزرق.

بثق الخلية، اكتشفت عام 2001، هي عملية محفوظة في الظهارة من البشر إلى الإسفنج البحري لإزالة الخلايا غير المرغوب فيها أو المحتضرة بسلاسة مع الحفاظ على سلامة الحاجز الظهاري. في حال موت الخلايا دون بثق، تُنشأ فجوات، مما يضر بوظيفة الظهارة. في حين أن الخلية المستهدفة للموت بواسطة محفزات موت الخلايا المبرمج تنبثق لمنع تشكل الفجوات، تموت معظم الخلايا نتيجة بثق الخلايا الحية. تنبثق الخلايا الحية عندما تصبح مزدحمة للغاية، للحفاظ على التوازن في عدد الخلايا الظهارية.

## وظيفة
يتيح بثق الخلية إزالة الخلايا الأقل ملاءمة والزائدة من الظهارة والبطانة. اكتُشف بثق خلايا الموت المبرمج الظهارية لأول مرة كوسيلة لمنع الفجوات عندما تموت الخلية داخل الطبقة الظهارية. في الفقاريات، تنبثق معظم الخلايا بشكل قمي نحو التجويف، ومع ذلك، أثناء نمو ذبابة الفاكهة، بُثقت باتجاه القاعدة، رجوعا إلى النسيج الذي تغلفه الظهارة هناك يتم ابتلاعها.

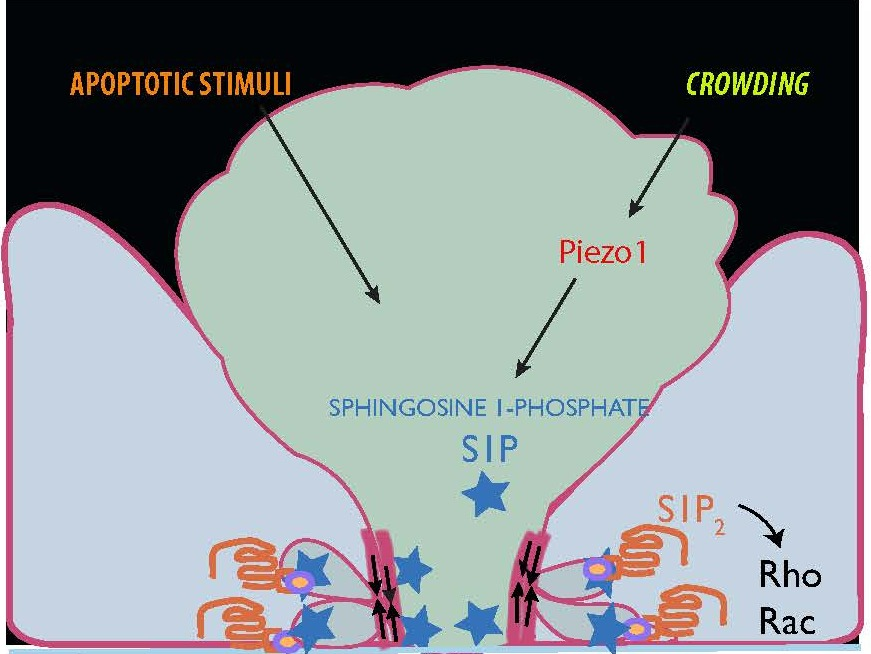
نموذج تشوير البثق

خلال عملية الاستتباب، يؤدي قذف الخلية الحية إلى موت خلايا الظهارة في حال تراكم عدد كبير جدًا من الخلايا. للحفاظ على أعداد الخلايا ثابتة، الازدحام يشير بعض الخلايا للانبثاق، والتي تموت لاحقًا من خلال أحد أشكال الموت المبرمج، أو بسبب فقدان إشارات البقاء على قيد الحياة، المستمدة من مصفوفة النسيج المبطن للظهارة. بثق الخلايا الحية ضروري للحفاظ على كثافة ثابتة من الخلايا ومنع الأورام، حيث يؤدي تعطيلها إلى تكوين الكتل بسرعة.

## محفزات
يمكن لعوامل مختلفة مثل موت الخلايا المبرمج، الاكتظاظ، مسببات الأمراض والإجهاد المتكرر أن تؤدي إلى البثق من الظهارة. بالإضافة إلى ذلك، يمكن إخراج الخلايا التي تحولت بطفرات سرطانية مثل HRAS و Src من الظهارة بواسطة عملية بثق مماثلة تسمى الدفاع الظهاري ضد السرطان.

## تأشير التحكم في البثق
الخطوة المحددة لجميع أنواع بثق الخلايا التي اكتُشِفت حتى الآن هي إنتاج الدهون النشطة بيولوجيًا، سفينغوزين-١-فوسفات، والذي يربط بعد ذلك مستقبلات بروتين ج المقترنة، لدفع الخلية للخارج بشكل قمي، سفينغوزين-١-فوسفات٢ يحفز تقلص الأكتين والميوسين بوساطة Rho في قاعدة الخلية. تهريب سفينغوزين-١-فوسفات إلى غشاء البلازما القاعدية يتطلب الأنابيب الدقيقة، بي١١٥ RhoGEF ومثبط ورم داء السلائل القولوني الورمي الغدي المرتبط بالطرف الموجب للأنابيب الدقيقة. بينما يبدو أن محور سفينغوزين-١-فوسفات- سفينغوزين-١- فوسفات٢-Rho- اكتين/ميوسين يتحكم في جميع عمليات البثق، يمكن تنشيط هذا المحور عن طريق إشارات مختلفة، اعتمادًا على التحفيز. قد ينشط بثق خلايا الموت المبرمج سفينغوزين-١- فوسفات ببساطة من خلال تنشيط كاسبيز. لكن، ينشط بثق الخلية الحية عن طريق التنشيط المعتمد على الازدحام لقناة الهابط المنشط بالشدPiezo١. يتطلب البثق الناجم عن الإجهاد المتكرر أو عن طريق التنافس بين الخلايا  تنشيط بي53.

## أمراض ناتجة عن بثق معيب

### السرطان
لا يؤدي تعطيل البثق إلى تكوين الكتل بسرعة فحسب، بل إن عددًا من الطفرات الورمية التي تقود السرطانات العدوانية يمكنها اختطاف إشارات البثق بطرق مختلفة للتسبب في تكوين الكتلة، وتعطيل وظيفة الظهارة كحاجز، وبثق الخلايا القاعدية الزائغة. في حين أن معظم الخلايا تنبثق بشكل قمي من غلاف الأعضاء الظهارية، فإن بثق الخلايا القاعدية تدفع الخلايا في الاتجاه المعاكس - بشكل قاعدي، مما يمكنها من الغزو من خلال السدى المستبطنة. الخلايا التي تحُوِلت باستخدام كيراس، وهو المحرك لسرطان البنكرياس وبعض أنواع سرطان الرئة والقولون، لديها البلعمة الذاتية غير المنظمة، مما يؤدي إلى تحطيم سفينغوزين-١- فوسفات ويمنع البثق القمي. بدلاً من ذلك، تشكل الخلايا كتلًا في المواقع التي تنبثق فيها عادةً، وفي مواقع منفصلة تمامًا عن التي يتم غزوها من الخلايا القاعدية المنبثقة. الأهم من ذلك، أثناء غزوها، تتسبب الخلايا القاعدية المنبثقة أيضًا في الضغط الميكانيكي على أسطحها القمية، والتي تشمل المحددات الظهارية، مما يؤدي إلى فقد تمايز الخلايا جزئيًا بشكل أساسي. وبالتالي، يمكن أن يتسبب التحول الورمي في فقدان تمايز الخلايا ميكانيكيًا وغزوها عن طريق اختطاف عملية تؤدي عادةً إلى موت الخلية. وبالمثل، فإن الطفرات في APC تخطئ في استهداف سفينغوزين-١- فوسفات، مما تسبب أيضًا في بثق الخلايا القاعدية. علاوة على ذلك، فإن سرطانات البنكرياس وبعض أنواع سرطان القولون والرئة تنظم بالإنقاص من سفينغوزين-١- فوسفات٢.  إن إنقاذ سفينغوزين-١- فوسفات٢ وحده كافٍ لتقليل سرطان البنكرياس المثلي والنمو الثانوي للورم في نموذج الفأر.

### الربو
في حين أن القليل من البثق يمكن أن يؤدي إلى الإصابة بالسرطان، فإن الإفراط في استخدامه يمكن أن يؤدي إلى مرض التهابي. الازدحام 1.6 ضعفًا عادي ما يؤدي إلى انبثاق الخلايا الحية أثناء دوران الاستتباب. عندما تعاني الظهارة من الازدحام المرضي، كما يحدث في ظهارة المجرى التنفسي أثناء نوبة الربو، فإنها يمكن أن تنبثق بمعدلات عالية بحيث تدمر الحاجز الذي يجب أن توفره. ثم يتسبب هذا ميكانيكيًا في حدوث الالتهاب التابع وقابلية مفرطة للإصابة بالعدوى التي يمكن أن تتبع نوبة الربو. لهذا السبب، منع البثق أثناء نوبة الربو قد يوفر طريقة جديدة لمنع هذه الفترة الالتهابية والنوبات المستقبلية المحتملة.